# Bumyrtjärnen, Hälsingland
Bumyrtjärnen är en sjö i Härjedalens kommun i Hälsingland och ingår i Ljusnans huvudavrinningsområde.